# Desvío San José
Desvío San José är en ort i Mexiko.   Den ligger i kommunen La Grandeza och delstaten Chiapas, i den sydöstra delen av landet, 900 km sydost om huvudstaden Mexico City. Desvío San José ligger 2 345 meter över havet och antalet invånare är 159.
Terrängen runt Desvío San José är bergig åt sydväst, men åt nordost är den kuperad. Runt Desvío San José är det ganska tätbefolkat, med 96 invånare per kvadratkilometer. Närmaste större samhälle är Motozintla de Mendoza, 11,7 km söder om Desvío San José. I omgivningarna runt Desvío San José växer huvudsakligen savannskog.